# Vụ truy tố liên bang Donald Trump
Hoa Kỳ v. Donald J. Trump là một vụ án hình sự liên bang đang chờ giải quyết chống lại Donald Trump, tổng thống thứ 45 của Hoa Kỳ, bắt nguồn từ cuộc điều tra của luật sư đặc biệt Smith. Bảy cáo buộc về việc Trump xử lý các tài liệu của chính phủ sau nhiệm kỳ tổng thống của ông đã được đệ trình lên Tòa án Quận của Quận Nam Florida, có trụ sở tại Miami.
Đây là lần thứ hai Trump bị truy tố, sau vụ truy tố cấp tiểu bang ở New York về cáo buộc giả mạo kê khai kinh doanh liên quan đến vụ bê bối Stormy Daniels–Donald Trump. Đây là lần đầu tiên một cựu tổng thống bị truy tố bằng các cáo buộc liên bang.

## Bối cảnh
Sau thất bại của Trump trong cuộc bầu cử tổng thống Hoa Kỳ năm 2020, Viện Quản lý Hồ sơ và Lưu trữ Quốc gia (NARA) đã bắt đầu nỗ lực khôi phục các tài liệu của chính phủ đã được mang đến Mar-a-Lago trong quá trình chuyển giao tổng thống.
Cuộc điều tra của FBI về việc Donald Trump xử lý các tài liệu chính phủ bắt đầu khi NARA vấp phải sự phản kháng từ nhóm của Trump và nghi ngờ rằng họ đã không lấy được tất cả các tài liệu mà đang trong sở hữu của Trump. Điều này cuối cùng đã dẫn đến việc FBI lục soát Mar-a-Lago, trong đó FBI đã thu hồi được hơn 13.000 tài liệu của chính phủ, 325 trong số đó là tài liệu mật.
Sau đó, cuộc điều tra đã được tiếp quản bởi cuộc điều tra của luật sư đặc biệt Smith.

## Thủ tục

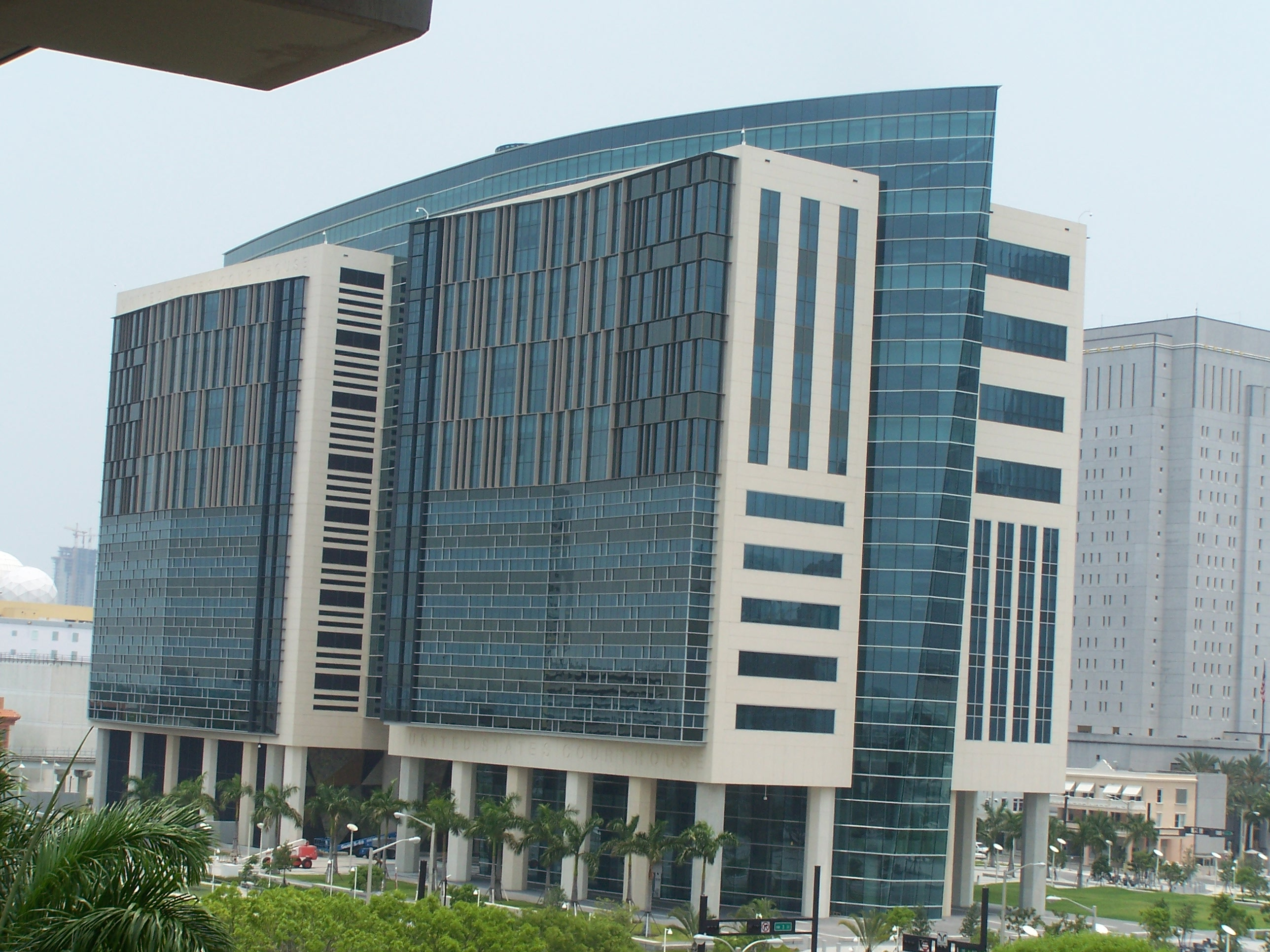
Các thủ tục tố tụng trong vụ án dự kiến sẽ diễn ra tại Tòa án Hoa Kỳ Wilkie D. Ferguson, Jr. ở Miami

### Đại bồi thẩm đoàn truy tố
Vụ truy tố xảy ra vào hoặc ngay trước ngày 8 tháng 6 năm 2023, giờ Hoa Kỳ. Bảy cáo buộc bao gồm "cố ý giữ bí mật quốc phòng vi phạm Đạo luật Gián điệp", khai man, cản trở công lý, và âm mưu.

### Đọc cáo trạng
Buổi đọc cáo trạng dự kiến diễn ra vào ngày 13 tháng 6.

## Bình luận và phản ứng

### Cộng hoà
Các đảng viên Cộng hòa trong Quốc hội đã phản ứng theo cách rất giống với cách họ đã phản ứng với vụ truy tố đầu tiên của Trump, bằng cách khẳng định vụ truy tố mang tính chất chính trị và là một sự lạm quyền của hệ thống tư pháp. Họ nhấn mạnh nhiều hơn đến việc vụ truy tố này được đưa ra dưới thời của chính quyền của đối thủ chính trị của Trump.